# 에드 코흐
에드워드 어빙 코흐(영어: Edward Irving Koch, 1924년 12월 12일~2013년 2월 1일)는 미국의 정치인, 변호사, 정치평론가, 영화평론가, 텔레비전 유명인이었다. 1969년부터 1977년까지 미국 하원에서 근무했으며 1978년부터 1989년까지 뉴욕 시장을 지냈다.
코흐는 자신을 "정신있는 자유주의자"라고 표현한 평생 민주당원이었다. 시장 말년에 야심찬 공공주택 갱신 프로그램의 저자인 그는 지출과 세금을 줄이고 7,000명의 직원을 시에서 감원하는 것으로 시작했다. 국회의원으로서 그리고 시장으로서의 그의 임기 후, 코흐는 이스라엘의 열렬한 지지자였다. 그는 1993년 루돌프 줄리아니 뉴욕 시장, 2001년 마이클 블룸버그 뉴욕 시장, 2004년 조지 W. 부시 대통령을 지지하기 위해 당선을 넘었다.
인기 있는 인물인 코흐는 뉴욕 지하철을 타고 길모퉁이에 서서 "내가 어떻게 지내니?"라는 슬로건을 내걸고 행인들을 맞이했다. 아이가 없는 평생 총각인 코흐는 자신의 성에 대한 추측을 일축하고 자신의 연애 관계에 대해 공개적으로 논의하는 것을 거부했다. 정계 은퇴 후 그는 자신이 이성애자라고 선언했다.
코흐는 1977년 뉴욕 시장으로 처음 당선됐고, 1981년 75%의 득표율로 재선에 성공했다. 그는 민주 공화 양당의 표에 대한 지지를 얻은 최초의 뉴욕 시장이었다. 1985년 코흐는 78%의 득표로 3선에 당선되었다. 그의 세 번째 임기는 정치적 동료들에 대한 추문과 마이클 그리피스, 유수프 호킨스 살해 사건 등 인종적 긴장감으로 가득했다. 코흐는 접전 끝에 1989년 민주당 경선에서 후계자인 데이비드 딩킨스에게 패했다.

## 역대 선거 결과
| 선거명        | 직책명                     | 대수  | 정당   | 득표율 | 득표수    | 결과 | 당락                 |
| ------------- | -------------------------- | ----- | ------ | ------ | --------- | ---- | -------------------- |
| 1966년 재선거 | 시의원 (뉴욕 제2선거구)    | 51대  | 민주당 | 48.94% | 47,033표  | 1위  | 뉴욕 시의원 당선     |
| 1968년 선거   | 하원의원 (뉴욕 제17선거구) | 91대  | 민주당 | 48.54% | 74,627표  | 1위  | 뉴욕주 하원의원 당선 |
| 1970년 선거   | 하원의원 (뉴욕 제17선거구) | 92대  | 민주당 | 62.01% | 98,300표  | 1위  | 뉴욕주 하원의원 당선 |
| 1972년 선거   | 하원의원 (뉴욕 제18선거구) | 93대  | 민주당 | 69.94% | 125,117표 | 1위  | 뉴욕주 하원의원 당선 |
| 1974년 선거   | 하원의원 (뉴욕 제18선거구) | 94대  | 민주당 | 76.72% | 91,985표  | 1위  | 뉴욕주 하원의원 당선 |
| 1976년 선거   | 하원의원 (뉴욕 제18선거구) | 95대  | 민주당 | 75.08% | 112,187표 | 1위  | 뉴욕주 하원의원 당선 |
| 1977년 선거   | 뉴욕 시장                  | 105대 | 민주당 | 49.99% | 717,376표 | 1위  | 뉴욕 시장 당선       |
| 1981년 선거   | 뉴욕 시장                  | 105대 | 민주당 | 74.64% | 912,622표 | 1위  | 뉴욕 시장 당선       |
| 1985년 선거   | 뉴욕 시장                  | 105대 | 민주당 | 78.03% | 868,260표 | 1위  | 뉴욕 시장 당선       |